# 横田村 (福島県)
横田村（よこたむら）は福島県大沼郡にあった村。現在の金山町の南西部にあたる。

## 地理
- 山：白沢山、道行山、打越山、金石が鳥屋山、横曽根山、丸山、汝倉山、鷲が倉山、似蕪山、高盛東山、現燈山、袖山、高森山、三方倉山、深入山、烏帽子山、戸板山、要害山、生板倉山、鳴山、石田山、高畑山、屏風立山、大曽根山、田沢山
- 河川：只見川

## 歴史
- 1889年（明治22年）4月1日 - 町村制の施行により、横田村、越川村、山入村、田沢村の区域をもって発足。
- 1940年（昭和15年）4月1日 - 大滝村と合併し、改めて横田村が発足。
- 1955年（昭和30年）3月31日 - 沼沢村・川口村・本名村と合併して金山町が発足。同日横田村廃止。

## 交通

### 鉄道路線
現在は只見線の会津越川駅、会津横田駅、会津大塩駅が所在するが、当時は未開業。

### 道路
- 沼田街道（現・国道252号）